# Grzałka

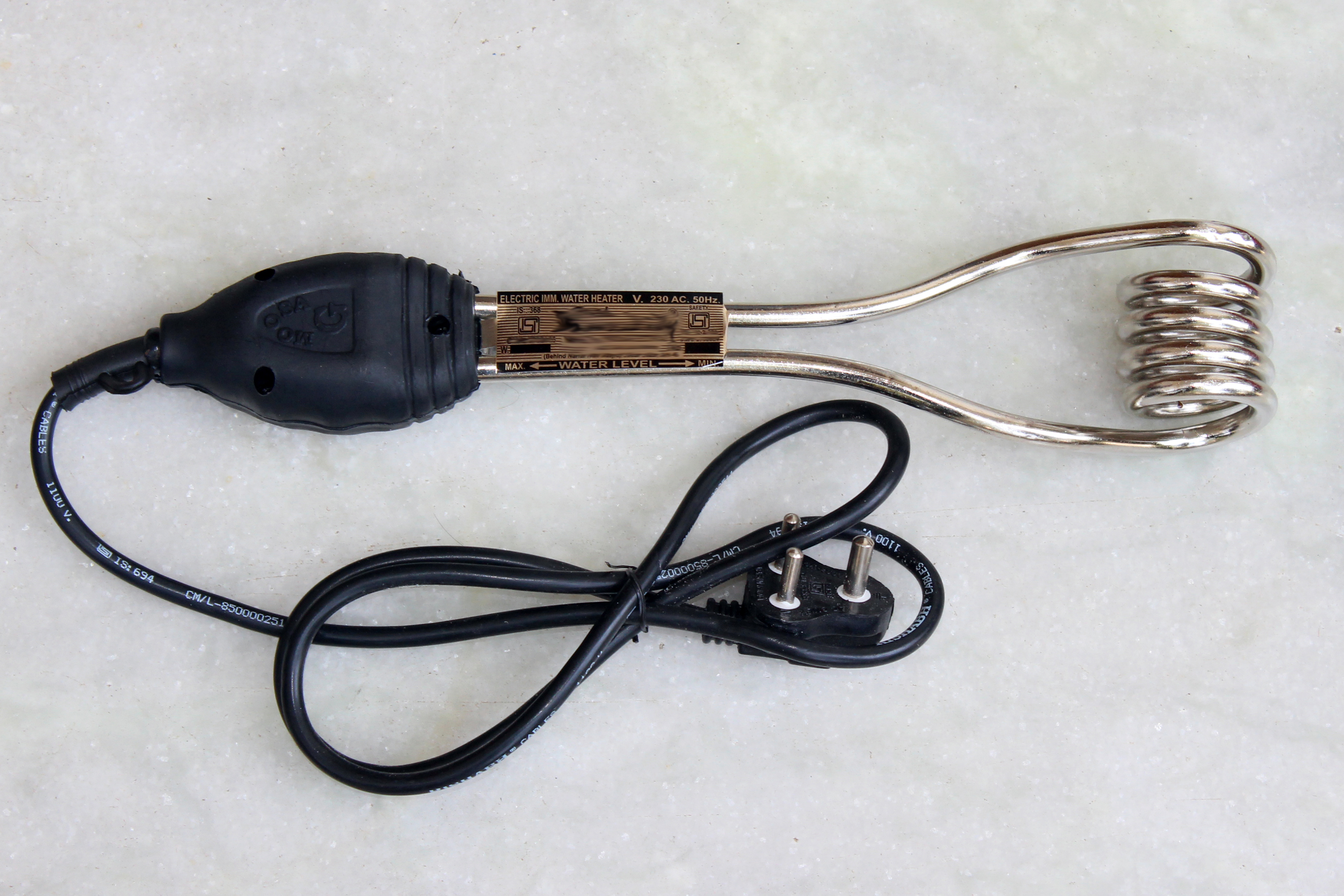
Elektryczna grzałka do gotowania wody

Grzałka – urządzenie służące do grzania, występujące zwykle jako element urządzenia technicznego, szczególnie grzejnego.

## Grzałka elektryczna

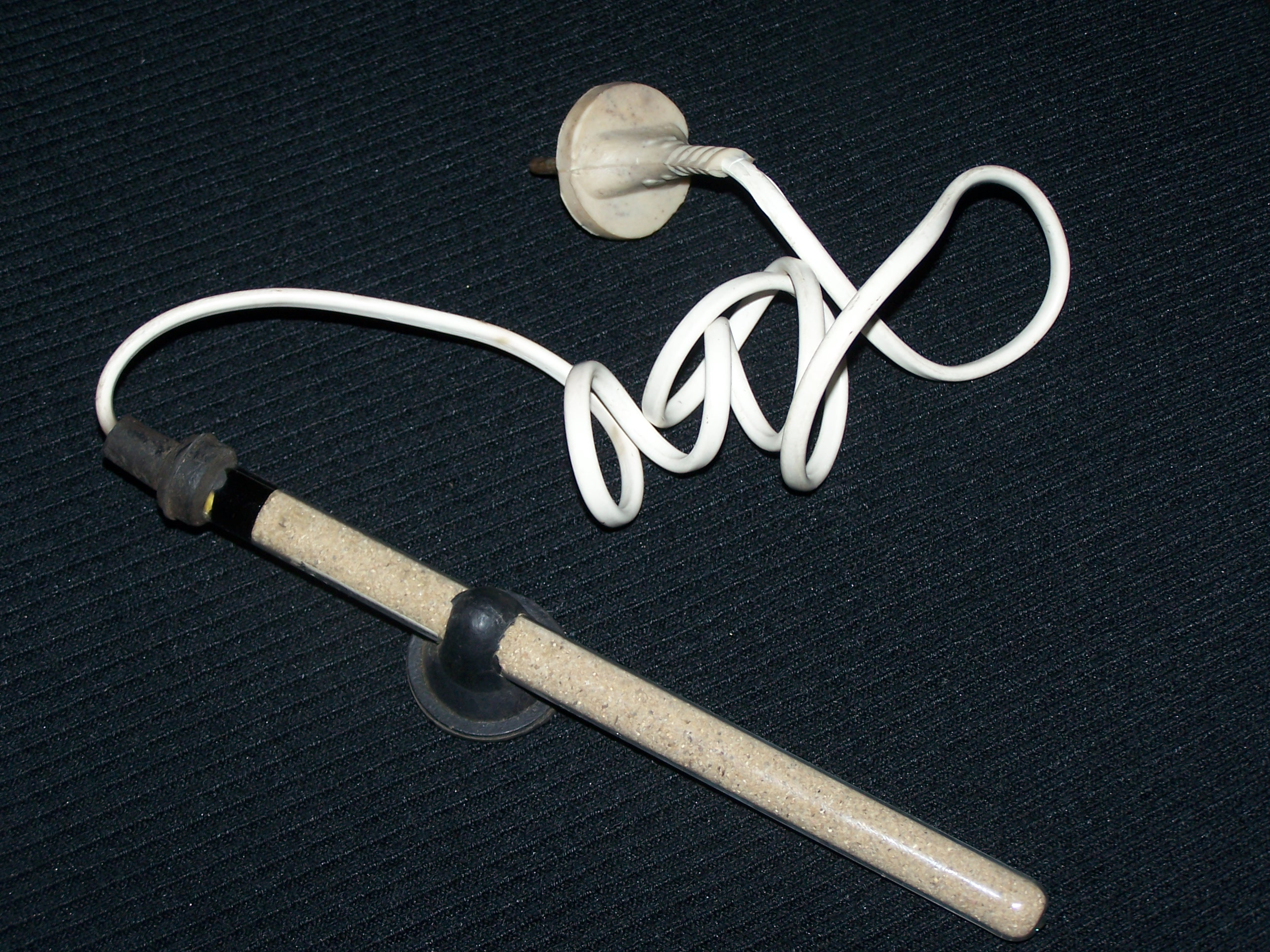
Elektryczna grzałka akwarystyczna

Urządzenie grzewcze wykorzystujące przemianę energii elektrycznej w ciepło podczas przepuszczania prądu elektrycznego przez materiał oporowy elementu grzewczego.
Konstrukcja grzałki musi być zaprojektowana tak, aby działać poprawnie w żądanym zakresie temperatur, oraz zazwyczaj musi być odpowiednio odizolowana elektrycznie od otoczenia i ogrzewanego ośrodka. Najczęściej spotykane konstrukcje:
- grzałka ceramiczna
- grzałka opaskowa
- grzałka patronowa
- grzałka płaska
- grzałka PTC
- grzałka rurkowa
- grzałka silikonowa
- grzałka zwojowa
- mata grzejna

Grzałki są jednymi z najbardziej sprawnych urządzeń elektrycznych – niemal 100% pobieranej energii elektrycznej jest zamienianej na energię termiczną. Ponadto są elementami nie wprowadzającymi do sieci zasilającej zakłóceń z powodu braku elementów pojemnościowych lub indukcyjnych.
Grzałki elektryczne są szeroko używane w gospodarstwie domowym (czajnik elektryczny, pralka, suszarka do włosów) oraz w przemyśle do podgrzewania gazów, cieczy oraz ciał stałych (np. materiałów sypkich).
Grzałki posiadają charakterystykę rezystancyjną, co oznacza, że moc {\displaystyle P} wydzielona na grzałce jest opisana następująco:
{\displaystyle P=U\cdot I={\frac {U^{2}}{R}}=I^{2}\cdot R.}
Zwiększenie napięcia przyłożonego do grzałki powoduje więc wzrost wydzielonej mocy do kwadratu.
Jednym z głównych problemów grzałek cieczy jest współczynnik przewodnictwa ciepła na granicy grzałka-ośrodek. Osadzanie się zanieczyszczeń na powierzchni grzałki powoduje zmniejszenie tego współczynnika, co z kolei skutkuje pogorszeniem oddawania ciepła, a tym samym zwiększeniem temperatury grzałki. Wyższa temperatura pracy powoduje natomiast szybszą degradację właściwości izolacji elektrycznej (tzw. starzenie) wewnątrz grzałki, co prowadzi do jej zniszczenia.

## Grzałka chemiczna

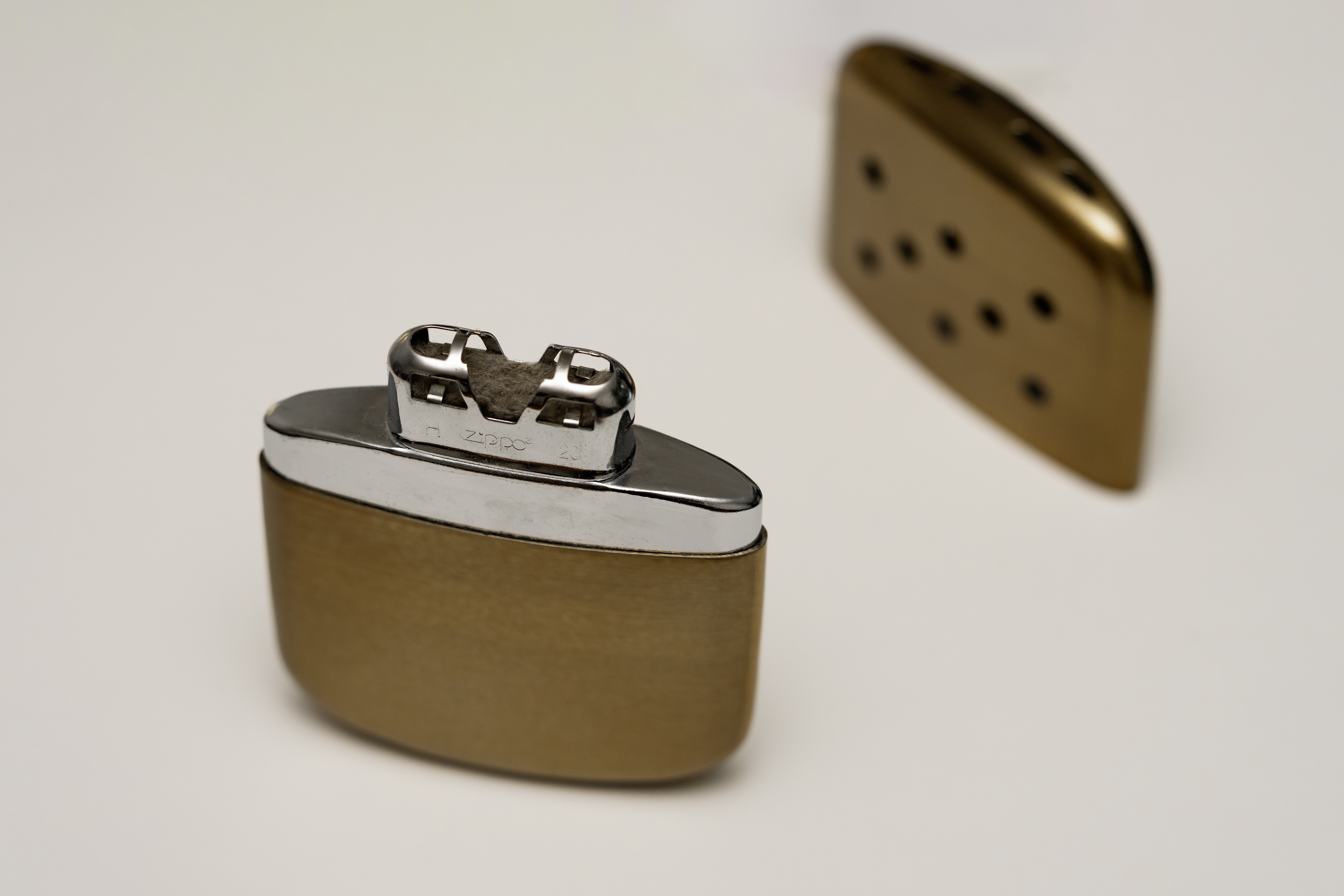
Chemiczna grzałka benzynowa (ogrzewacz kieszonkowy)

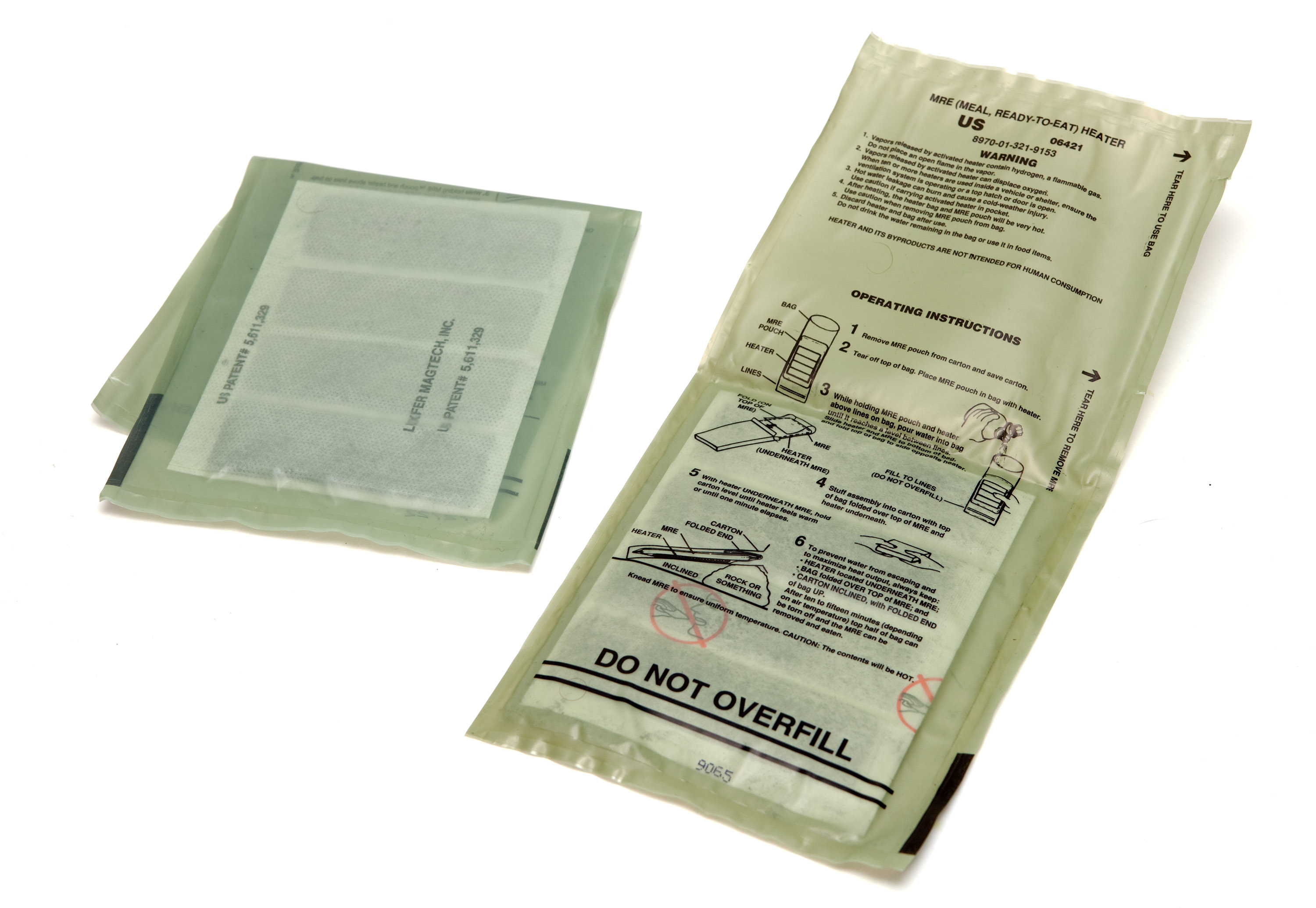
Chemiczna grzałka FRH do podgrzewania racji żywnościowych MRE

Urządzenie wykorzystujące ciepło wydzielane podczas reakcji egzotermicznej.
- egzotermiczna reakcja anodowego utleniania magnezu wodą w mikroogniwach, w których katodę stanowi metaliczne żelazo;
- krystalizacja przechłodzonego stopu pięciowodnego tiosiarczanu sodu;
- rozpuszczanie i solwatacja bezwodnego chlorku wapnia;
- utlenianie reaktywnego, sproszkowanego żelaza;
- powolne spalanie tabletkowanego węgla aktywnego z dodatkiem katalizatorów;
- katalityczne utlenianie par benzyny.

### Popularne zastosowania
- ogrzewacz kieszonkowy
- ogrzewacz w pakietach żołnierskiej żywności, tzw. FRH (Flameless ration heater)